# Tetrisia magnifica
Tetrisia magnifica là một loài bướm đêm trong họ Noctuidae.